# 宗社党
宗社党（そうしゃとう）は、清末民初に存在した政治集団。

## 概説
1912年（民国元年）1月、清朝の皇族である良弼・愛新覚羅溥偉・鉄良らが宗廟社稷の護持を謳って君主立憲維持会を結成、俗に宗社党と呼称した。宗社党は、南北和議・宣統帝退位に反対するため、天津・北京などで秘密活動を展開し、袁世凱からの奪権を目指した。しかし1月26日、良弼が革命派により暗殺されてしまったため、宗社党の動きは鈍り、宣統帝の退位と共に宗社党は解体されてしまった。その後も、宗社党の残党は天津・東三省で活動し、日本の支援も受けたが、張作霖率いる奉天派の軍隊などに鎮圧されている。